# Niphona mediofasciata
Niphona mediofasciata es una especie de escarabajo longicornio del género Niphona, tribu Pteropliini, subfamilia Lamiinae. Fue descrita científicamente por Breuning en 1968.
La especie se mantiene activa durante los meses de marzo y abril.

## Descripción
Mide 11 milímetros de longitud.

## Distribución
Se distribuye por Laos.